# Alchemilla austroitalica
Alchemilla austroitalica är en rosväxtart som beskrevs av S. Brullo, F. Scelsi och G. Spampinato. Alchemilla austroitalica ingår i släktet daggkåpor, och familjen rosväxter. Inga underarter finns listade i Catalogue of Life.